# 氟锆酸钾
氟锆酸钾（Potassium fluorozirconate），别名氟化锆钾，化学式K2ZrF6。分子量283.41。

## 性质
白色针状不吸潮结晶，在空气中稳定。赤热时不失重，结晶较硬。相对密度3.48。熔点840°C。溶于水，不溶于氨水。有毒！
氟锆酸钾在高温可以被铝还原，得到金属锆。
K2ZrF6 + Al → Zr + KF + AlF3

## 制备
二氧化锆溶于氢氟酸后，加入碳酸钾进行反应，经蒸发、冷却、结晶、烘干，制得成品。
{\displaystyle {\rm {\ ZrO_{2}+6HF\rightarrow 2HF\cdot ZrF_{4}+2H_{2}O}}}
{\displaystyle {\rm {\ 2HF\cdot ZrF_{4}+K_{2}CO_{3}\rightarrow K_{2}ZrF_{6}+CO_{2}\uparrow +H_{2}O}}}

## 用途
用于制取金属锆、其他锆化合物、镁铝合金，以及生产陶瓷和玻璃。也用作耐火材料、电器材料和电真空技术材料等。